# Жарки (Владимирская область)
Жарки — деревня в Судогодском районе Владимирской области, входит в состав Головинского сельского поселения.

## География
Деревня расположена на берегу реки Ванчуга в 17 км на юго-восток от центра поселения посёлка Головино и в 18 км на юго-запад от райцентра города Судогда. 

## История
В конце XIX — начале XX века деревня входила в состав Авдотьинской волости Судогодского уезда, с 1926 года — в составе Александровской волости Владимирского уезда. В 1859 году в деревне числилось 22 двора, в 1905 году — 31 дворов, в 1926 году — 31 хозяйств.
С 1929 года деревня входила с состав Александровского сельсовета Владимирского района, с 1944 года — Судогодского района, с 1974 года — в составе Ильинского сельсовета, с 2005 года — в составе Головинского сельского поселения.

## Население
| 1859 | 1905 | 1926 | 2002 | 2010 | 2021 |
| ---- | ---- | ---- | ---- | ---- | ---- |
| 131  | ↗152 | ↘139 | ↘20  | ↘11  | ↘2   |